# Vulgar Display of Power
Az 1992-es Vulgar Display of Power a Pantera amerikai groove metal együttes hatodik nagylemeze. Ez az utolsó album, ahol Darrell Abbott "Diamond Darrell"-ként van feltüntetve.
A Vulgar Display of Power az1990-es évek legnagyobb befolyással bíró groove metal-albuma, sokak szerint nagyban meghatározta a műfajt. A dalok közül több lett az együttes ismert száma, köztük a Fucking Hostile, a Mouth for War, a This Love és a Walk, utóbbi a 35. helyig jutott a brit kislemezlistán. Ez az együttes első albuma, amelyre felkerült a "Parental Advisory" bélyeg.
Az album címe egy 1973-as filmből, Az ördögűzőből származik. A lemez a 44. helyig jutott a Billboard 200 listán, 2004-ben dupla platina lett. 1993-ban Kanadában arany minősítést kapott. 2001-ben a Q magazin minden idők 50 legkeményebb albuma egyikének nevezte. Az IGN szerint a 11. legnagyobb hatású heavy metal-album. A lemezt 2017-ben a Rolling Stone magazin Minden idők 100 legjobb metalalbuma listáján a 10. helyre rangsorolta. Szerepel az 1001 lemez, amit hallanod kell, mielőtt meghalsz című könyvben.
2012-ben, az album kiadásának 20. évfordulójára, újra megjelent a Vulgar Display of Power. A nagylemez hanganyagát újrakeverték és az addig kiadatlan Piss című dallal egészítették ki. Az album mellé egy bónusz DVD is került, rajta három dal videóklipjével, illetve az 1992-es Monsters of Rock turné olasz fellépésének felvételével.

## Az album dalai
|     | Cím                          | Szerző(k) | Hossz |
| --- | ---------------------------- | --------- | ----- |
| 1.  | Mouth for War                | Pantera   | 3:56  |
| 2.  | A New Level                  | Pantera   | 3:57  |
| 3.  | Walk                         | Pantera   | 5:15  |
| 4.  | Fucking Hostile              | Pantera   | 2:49  |
| 5.  | This Love                    | Pantera   | 6:32  |
| 6.  | Rise                         | Pantera   | 4:36  |
| 7.  | No Good (Attack the Radical) | Pantera   | 4:50  |
| 8.  | Live in a Hole               | Pantera   | 4:59  |
| 9.  | Regular People (Conceit)     | Pantera   | 5:27  |
| 10. | By Demons Be Driven          | Pantera   | 4:39  |
| 11. | Hollow                       | Pantera   | 5:45  |

## Közreműködők
| Pantera - Phil Anselmo – ének - Dimebag Darrell – gitár, háttérvokál - Rex Brown – basszusgitár, háttérvokál - Vinnie Paul – dob | Produkció - Terry Date és Vinnie Paul – producer, hangmérnök, keverés - Pantera – producer, hangszerelés - Howie Weinberg – mastering - Doug Sax – mastering - Derk Oliver – A&R koordinátor - Brad Guice – borítókép - Joe Giron – együttes képei - Bob Defrin – művészeti vezető - Larry Freemantle – design |

## Fordítás
Ez a szócikk részben vagy egészben a Vulgar Display of Power című angol Wikipédia-szócikk ezen változatának fordításán alapul.  Az eredeti cikk szerkesztőit annak laptörténete sorolja fel. Ez a jelzés csupán a megfogalmazás eredetét és a szerzői jogokat jelzi, nem szolgál a cikkben szereplő információk forrásmegjelöléseként.